# Cratere Stella
Stella è un piccolo cratere lunare di 0,42 km situato nella parte nord-orientale della faccia visibile della Luna.